# La Solution finale
La Solution finale (titre original : The Final Solution) est un roman court policier de l'écrivain américain Michael Chabon publié en 2004 et traduit en français en 2007.

## Résumé
En 1944, un garçon juif d'origine allemande accompagné d'un perroquet est recueilli en Angleterre par la famille du révérend Panicker, dont la femme tient une pension. Le perroquet a une particularité : il déclame souvent une suite de chiffres en langue allemande. Richard Shane, un pensionnaire arrivé peu après l'enfant, est retrouvé assassiné et le perroquet a disparu. Un vieil homme va aider la police dans son enquête.

## Éditions
- The Final Solution, Fourth Estate, 9 novembre 2004, 144 p.  (ISBN 0-06-076340-X)
- La Solution finale, Robert Laffont, coll. « Pavillons », 10 octobre 2007, trad. Isabelle D. Philippe, 157 p.  (ISBN 978-2-221-10499-6)
- La Solution finale, Robert Laffont, coll. « Pavillons poche », 3 avril 2014, trad. Isabelle D. Philippe (revue et corrigée par la traductrice), 152 p.  (ISBN 978-2-221-14464-0)